# Cunninghamella
Genre
Cunninghamella est un genre de champignons trouvés dans les sols. Certaines espèces sont utilisées comme organisme modèle du métabolisme mammalien des xénobiotiques. Certaines sont des pathogènes opportunistes provoquant des mucormycoses chez l'homme. Certaines autres encore provoquent la pourritures de l'épi (mineures) (une maladie du maïs).

## Liste des espèces
- Cunninghamella binarieae R.Y.Zheng 2001
- Cunninghamella blakesleeana
- Cunninghamella candida Yosh.Yamam. 1929
- Cunninghamella clavata R.Y.Zheng & G.Q.Chen 1998
- Cunninghamella echinulata (Thaxt.) Thaxt. ex Blakeslee 1905
- Cunninghamella elegans Lendn. 1905
- Cunninghamella homothallica Komin. & Tubaki 1952
- Cunninghamella intermedia K.B.Deshp. & Mantri 1966
- Cunninghamella multiverticillata R.Y.Zheng & G.Q. Chen 2001
- Cunninghamella phaeospora Boedijn 1959
- Cunninghamella polymorpha Pišpek 1929
- Cunninghamella septata R.Y.Zheng 2001
- Cunninghamella vesiculosa P.C.Misra 1966